# Turm am Mailänder Platz

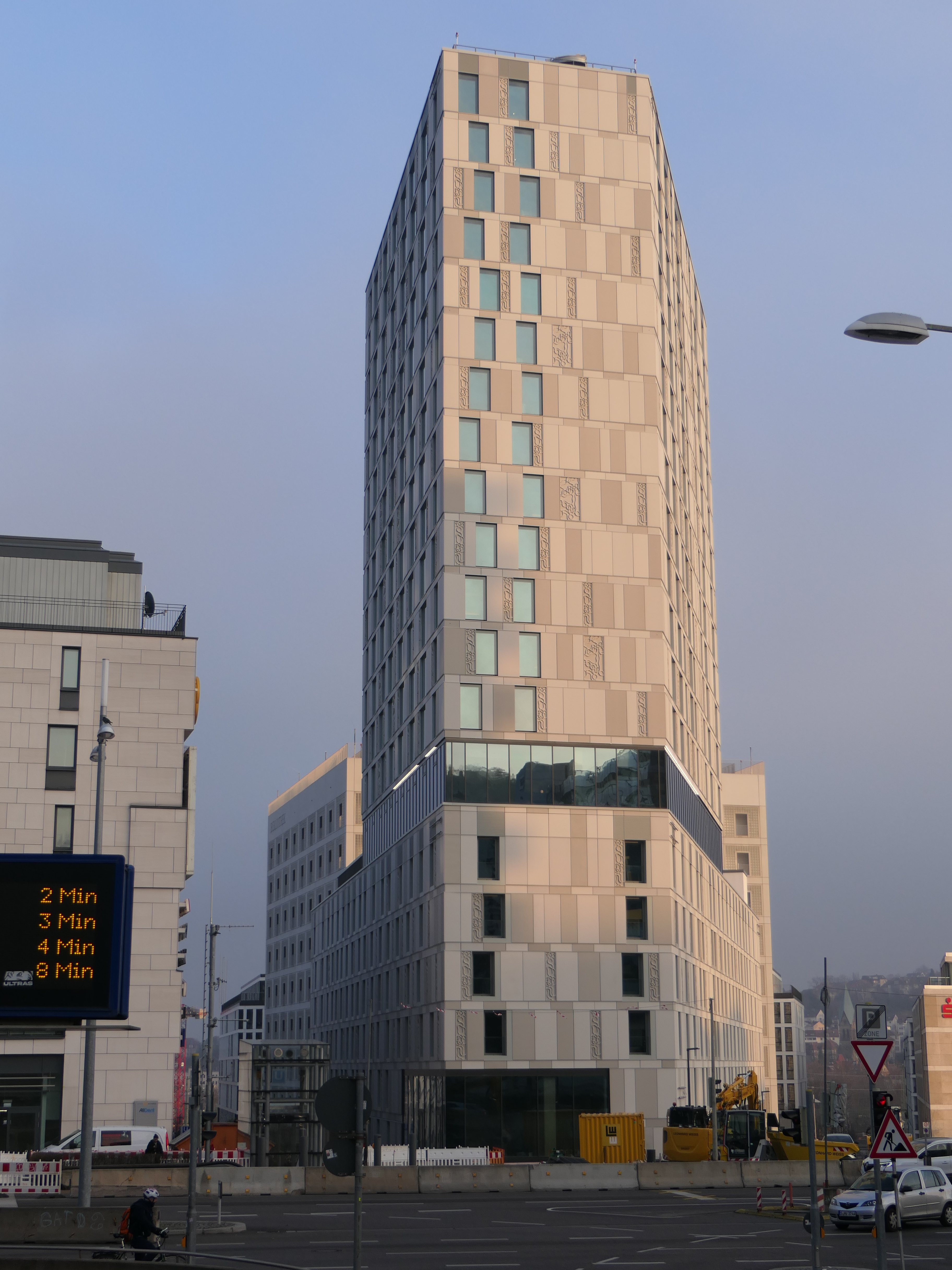
Baufortschritt im Januar 2022

Turm am Mailänder Platz ist der Name eines Hochhauses am namensgebenden Platz im Stuttgarter Europaviertel. Der Baubeginn erfolgte im November 2018, die Fertigstellung war im Frühjahr 2022. Das Hochhaus mit 21 oberirdischen Geschossen ist 60 Meter hoch, der Sockelbau hat die Höhe des gegenüberliegenden Milaneo. Neben dem 2017 fertiggestellten Wohn- und Hotelkomplex Cloud No. 7 und einem Bürobau der LBBW ist das Gebäude das dritte Hochhaus im Europaviertel.

## Planung und Realisierung
Nach dem Bebauungsplan war auf dem 1800 Quadratmeter großen Grundstück ein bis zu 60 Meter hohes Hochhaus zugelassen. Die Bauvoranfrage des Investors Strabag Real Estate GmbH lag der Stadtverwaltung im November 2015 vor, im Mai 2016 verkaufte die Deutsche Bahn das Grundstück an Strabag. Im April 2016 wurde die Turm am Mailänder Platz GmbH & Co. KG mit Sitz in Stuttgart in das Handelsregister eingetragen. Aus einem Architekturwettbewerb ist das Büro RKW Architektur + hervorgegangen, das ursprünglich eine Fassadenbegrünung vorgesehen hatte. Um das Vorhaben zu begleiten, wurde ein Unterausschuss des Stuttgarter Gemeinderats gebildet.
Auf dem Baufeld des Hochhauses befand sich ein Teil der 2017 fertiggestellten Stadtbahntrasse der U12 der Stuttgarter Straßenbahnen, die in zwei Tunneln darunter verläuft.
Der Baubeginn war im November 2018, im Juli 2019 wurde der Grundstein gelegt, die Fertigstellung erfolgte im Frühjahr 2022.

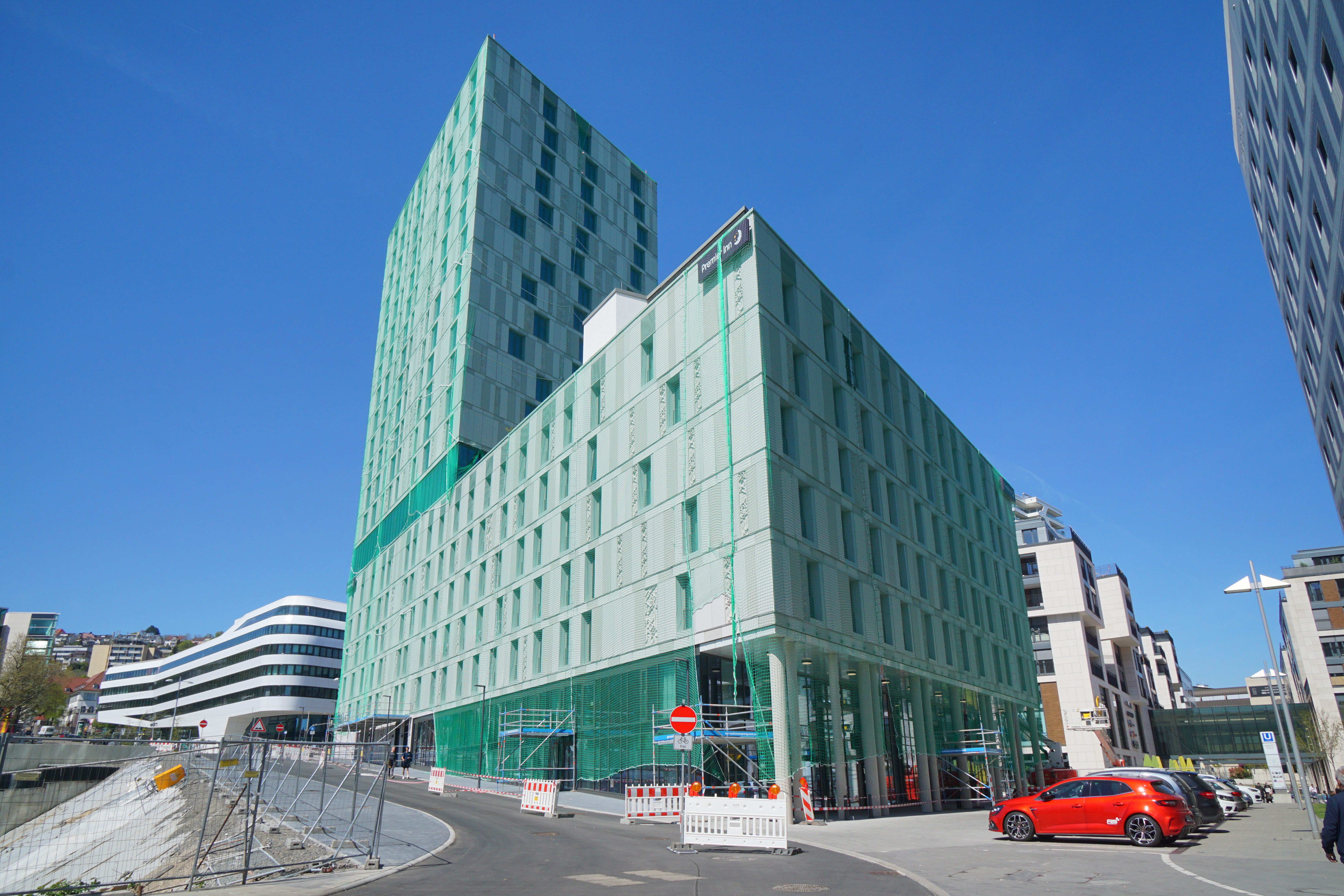
Sicherungsnetz im April 2022

Im Mai 2022 kam es kurz nach der Fertigstellung des Hochhauses infolge des Sturmtiefs Nasim zum Herabsturz eines Fassadenteils. Die Leitung von Strabag Real Estate GmbH vermutete als Ursache eine nicht korrekt verankerte Platte. Zur Sicherung wurde ein grünes Netz um die Fassade gespannt.

## Nutzung
Union Investment kaufte den Hotelturm nach Fertigstellung für 137 Millionen Euro von der Strabag Real Estate GmbH.
Angesiedelt im Turm am Mailänder Platz ist das im März 2022 eröffnete Premier Inn Hotel, das in den Sockel des Gebäudes (1. bis 6. OG) einzog. Des Weiteren ist in dem Turm das Adina Apartment Hotel angesiedelt, das die Etagen 7. bis 21. OG betreibt und gleichzeitig eröffnete. Im Erdgeschoss sowie im ersten Obergeschoss wurden Bistro- und Einzelhandelsflächen eingerichtet. Im siebten Stock befindet sich eine 180 Quadratmeter große Außenterrasse.

## Kritik
Wegen des hohen Kaufpreises hatten die Grünen im Stuttgarter Gemeinderat im September 2015, noch vor dem Verkauf, Sorgen geäußert, an der Stelle könnten Kalte Betten entstehen.
Noch während der Konstruktionsarbeiten gab es Unmut darüber, dass die Westseite der rund 20 Meter niedrigeren prämierten Stadtbibliothek am Mailänder Platz durch das Hochhaus dauerhaft verdeckt wird. Etwa von der Türlenstraße aus sind dadurch nur noch ein Teil der nächtlichen Illuminationen der Bibliothek zu sehen. Die ursprüngliche Planung sah zudem vor, die Fassade durch Pflanzen zu begrünen, was später verworfen wurde.